# Интеллигенция
Интеллиге́нция — слово, используется в функциональном и социальном значениях:
- в изначальном смысле, означает часть души (intelligentia), не связанную с телом, мыслительную деятельность, оказывающую воздействие на него.

Использовалось в латинском языке;
- в социальном значении, используется в отношении общественной группы людей, обладающей приоритетом духовных потребностей над материальными, высокой степенью социальной ответственности, способностью к систематизации знаний и опыта[1][2][a].

## Функциональное значение понятия «интеллигенция»
Производится от латинского глагола intellego, который имеет следующие значения: «ощущать, воспринимать, подмечать, замечать; познавать, узнавать; мыслить; знать толк, разбираться».
Непосредственно латинское слово intellegentia включает в себя ряд психологических понятий: «понимание, рассудок, познавательная сила, способность восприятия; понятие, представление, идея; восприятие, чувственное познание; умение, искусство».
Фома Аквинский использует слово «интеллигенция» (intelligentia) в Сумме теологии (Ч1., в.79, р.10), однако он понимает под этим термином «познавательный акт ума». При этом Фома отвечает, что в переводах с арабского интеллигенциями нередко называют ангелов, поскольку «такие субстанции всегда актуально мыслят».
Как видно из выше изложенного, изначальный смысл понятия — функциональный. Речь идёт о деятельности сознания.
Употребляемое в таком значении, слово встречается уже в XIX веке, например, в письме Н. П. Огарёва к Грановскому в 1850 году: «Какой-то субъект с гигантской интеллигенцией…»
В этом же значении можно прочесть об использовании слова в масонских кругах. В книге «Проблема авторства и теория стилей» В. В. Виноградов отмечает, что слово интеллигенция относится к числу слов, употреблявшихся в языке масонской литературы второй половины XVIII века:

…часто встречается в рукописном наследии масона Шварца слово интеллигенция. Им обозначается здесь высшее состояние человека как умного существа, свободного от всякой грубой, телесной материи, бессмертного и неощутительно могущего влиять и действовать на все вещи. Позднее этим словом в общем значении — «разумность, высшее сознание» — воспользовался А. Галич в своей идеалистической философской концепции. Слово интеллигенция в этом значении употреблялось В. Ф. Одоевским.

## Социальное значение понятия «интеллигенция»
Единого мнения о первом употреблении понятия в социальном значении не существует. Так, литературовед П. Н. Сакулин полагает, что термин «интеллигенция» был широко распространен в философской литературе Западной Европы уже в первой половине XIX века. Вместе с тем известна дневниковая запись В. А. Жуковского от 2 февраля 1836 года:

«Кареты, все исполненные лучшим петербургским дворянством, тем, которое у нас представляет всю русскую европейскую интеллигенцию».
Однако нельзя однозначно утверждать, что в данном случае речь идёт о социальном значении слова.
Известно, что в отношении группы лиц слово «интеллигенция» (нем. Intelligenz) 46 раз фиксируется у К. Маркса в статьях «О сословных комиссиях в Пруссии» при указании соотношения «между представительством интеллигенции и сословным представительством земельной собственности в ландтаге» (1842 год).
В Российской империи слово «интеллигенция» встречается также в дневнике министра иностранных дел П. А. Валуева, опубликованном в 1865 году: «Управление по-прежнему будет состоять из элементов интеллигенции без различий сословий».
В новом значении слово «интеллигенция» встречается в словарях и энциклопедиях XIX века. Об этом пишет Б. А. Успенский в своей работе «Русская интеллигенция как специфический феномен русской культуры»:

Социальное значение данного слова впервые фиксируется в энциклопедиях — сначала в польских (Всеоб. энцикл. VII : 145 [1874 г.]), затем в русских (Березин П/2: с. 427—428 (1877 г .]); см.: Вуйцик 1962: 22, 24. 
Слово употребляется во втором издании словаря В. Даля, как «разумная, образованная, умственно развитая часть жителей».
Журналист второй половины XIX века П. Боборыкин объявил себя первым, кто применил слово «интеллигенция» в социальном значении и утверждал, что заимствовал этот термин из немецкой культуры, где это слово использовалось для обозначения того слоя общества, представители которого занимаются интеллектуальной деятельностью. Объявляя себя «крестным отцом» нового понятия, Боборыкин настаивал на особом смысле, вложенном им в этот термин: он определял интеллигенцию как лиц «высокой умственной и этической культуры», а не как «работников умственного труда». По его мнению, интеллигенция в России — это чисто русский морально-этический феномен. К интеллигенции в этом понимании относятся люди разных профессиональных групп, принадлежащие к разным политическим движениям, но имеющие общую духовно-нравственную основу. Именно с этим особым смыслом слово «интеллигенция» вернулось затем обратно на Запад, где стало считаться специфически русским (англ. intelligentsia).
Кандидат исторических наук Т. В. Кисельникова отмечает, что разделяет следующий взгляд Е. Элбакян об интеллигенции, изложенный ей в статье «Между молотом и наковальней (Российская интеллигенция в ушедшем столетии)»:

Интеллигенция — социальная группа, которая занимается умственным трудом, отличается высоким образовательным уровнем и творческим характером своей деятельности, проявляющимся в привнесении личностно-индивидуального начала в эту деятельность, производит, сохраняет и несёт в другие социальные группы общечеловеческие ценности и достижения мировой культуры, обладает специфическими психологическими чертами и позитивными нравственно-этическими качествами. Последнее можно назвать интеллигентностью.

## Предпосылки появления интеллигенции
Представители будущей интеллигенции выделялись из различных социальных групп европейских стран: духовенства, дворянства, ремесленников. Возрастал спрос на профессиональных учителей и философов, естествоиспытателей и врачей, юристов и политиков, писателей и художников. Представители этих профессий и создали базовые предпосылки выделения интеллигенции в социальную группу в XIX веке. Впрочем, например, Франко Вентури отмечал, что шотландцы сформировали зарождающуюся «интеллигенцию», которая уже существовала тогда в Париже, веком ранее (см. к тому про Шотландское Просвещение). Рональд Витт же прослеживает раннее возникновение гуманизма в северной Италии в середине XIII века — в связи с преждевременным развитием светской интеллигенции в этом регионе.
Современный социолог Н. В. Латова замечает:

Люди, профессионально занимающиеся интеллектуальными видами деятельности (учителя, артисты, врачи и т. д.), существовали уже в античности и в средневековье. Но крупной социальной группой они стали только в эпоху нового времени, когда резко возросло количество людей, занятых умственном трудом. Только с этого времени можно говорить о социокультурной общности, представители которой своей профессиональной интеллектуальной деятельностью (наука, образование, искусство, право и т. д.) генерируют, воспроизводят и развивают культурные ценности, способствуя просвещению и прогрессу общества.

В России первоначально производством духовных ценностей занимались в основном выходцы из дворянского сословия. «Первыми типично русскими интеллигентами» Д. С. Лихачёв называет дворян-вольнодумцев конца XVIII века, таких как Радищев и Новиков. В XIX веке основную массу этой социальной группы стали составлять выходцы уже из недворянских слоев общества («разночинцы»).

## Интеллигенция как общественная группа
Во множестве языков мира понятие «интеллигенция» употребляется довольно редко. На Западе более популярен термин «интеллектуалы» (англ. intellectuals), которым обозначают людей, профессионально занимающихся интеллектуальной (умственной) деятельностью, не претендуя, как правило, на роль носителей «высших идеалов». Основой для выделения такой группы является разделение труда между работниками умственного и физического труда.
Групповую черту, присущую только интеллигенции, выделить трудно. Множественность представлений об интеллигенции как социальной группе не дают возможности однозначно сформулировать её характерные черты, задачи и место в обществе. Спектр деятельности интеллигентов достаточно широк, в определённых социальных условиях задачи меняются, приписываемые черты разнообразны, не чётки и, порой, противоречивы.
Попытки понять внутреннюю структуру интеллигенции как социальной группы, определить её признаки и черты продолжаются.
По версии современного социолога Галины Силласте, российская интеллигенция в конце XX столетия расслоилась на три страты (от «stratum» — прослойка):
- «высшую интеллигенцию» — люди творческих профессий, развивающие науку, технику, культуру, гуманитарные дисциплины. Подавляющее большинство представителей этого слоя заняты в социальной и духовной сферах, меньшинство — в промышленности (техническая интеллигенция);
- «массовую интеллигенцию» — врачи, учителя, инженеры, журналисты, конструкторы, технологи, агрономы и другие специалисты. Многие представители страты работают в отраслях социальной сферы (здравоохранение, образование), несколько меньше (до 40 %) — в промышленности, остальные в сельском хозяйстве или в торговле.
- «полуинтеллигенцию» — техники, фельдшеры, медицинские сестры, ассистенты, референты, лаборанты.

В результате возникает вопрос вообще о возможности признания интеллигентов группой социальной или же это индивиды различных социальных групп. Этот вопрос разбирает А. Грамши в своих записях «Тюремные тетради. Возникновение интеллигенции»:

Является ли интеллигенция отдельной, самостоятельной социальной группой, или у каждой социальной группы есть своя особая категория интеллигенции? На этот вопрос ответить непросто, ибо современный исторический процесс порождает многообразие форм различных категорий интеллигенции.

Обсуждение данной проблемы продолжается и неразрывно связано с понятиями общества, социальной группы и культуры.

## В России
В русской предреволюционной культуре в трактовке понятия «интеллигенция» критерий занятий умственным трудом отошёл на задний план. В России к XX веку интеллигенция трансформировалась в субкультуру. Главными признаками русского интеллигента стали выступать черты социального мессианства: озабоченность судьбами своего отечества (гражданская ответственность); стремление к общественной критике, к борьбе с тем, что мешает национальному развитию (роль носителя общественной совести); способность нравственно сопереживать «униженным и оскорблённым» (чувство моральной сопричастности).
При этом интеллигенция стала определяться в первую очередь через противопоставление официальной государственной власти — понятия «образованный класс» и «интеллигенция» были частично разведены — не любой образованный человек мог быть отнесён к интеллигенции, а лишь тот, который критиковал «отсталое» правительство.
Русская интеллигенция, понимаемая как совокупность оппозиционных к власти лиц умственного труда, оказалась в дореволюционной России довольно изолированной социальной группой. На интеллигентов смотрели с подозрением не только официальные власти, но и «простой народ», не отличавший интеллигентов от «господ». Контраст между претензией на мессианство и оторванностью от народа приводил к культивированию среди русских интеллигентов постоянного покаяния и самобичевания.
Особой темой дискуссий начала XX века стало место интеллигенции в социальной структуре общества. Одни настаивали на внеклассовом подходе: интеллигенция не представляла собой никакой особой социальной группы и не относилась ни к какому классу; являясь элитой общества, она становится над классовыми интересами и выражает общечеловеческие идеалы.
Другие рассматривали интеллигенцию в рамках классового подхода, но расходились в вопросе о том, к какому классу/классам её относить. Одни считали, что к интеллигенции относятся люди из разных классов, но при этом они не составляют единой социальной группы, и надо говорить не об интеллигенции вообще, а о различных видах интеллигенции (например, по виду интеллектуальной деятельности и сфере занятий: творческой, инженерно-технической, университетской, академической (научной), педагогической и так далее; а также буржуазной, пролетарской, крестьянской и даже люмпен-интеллигенции). Другие относили интеллигенцию к какому-либо вполне определённому классу. Наиболее распространёнными вариантами были утверждения, что интеллигенция является частью класса буржуазии или пролетарского класса. Наконец, третьи вообще выделяли интеллигенцию в особый класс.

«…конец 1991 года — это пик демократического движения. Оно собирало миллионные митинги в Москве и имело колоссальную поддержку в стране <…> главной базой поддержки демократического движения была, прежде всего, интеллигенция — и научно-техническая, и инженерная, и творческая. Она-то и создала все демократическое движение того времени. В то же время было совершенно ясно, что преобразования по своему характеру таковы, что они неизбежно наиболее болезненно скажутся именно на этой социальной группе. Мы хорошо понимали, что значительная часть этой социальной группы работает на оборонку, на военно-промышленный комплекс, и хорошо понимали, что у страны нет финансовых ресурсов для поддержания этого комплекса на прежнем уровне. Это означало, что первая часть реформ, финансовая стабилизация, неизбежно и очень жестко ударит именно по этой категории населения».— Анатолий Чубайс, в интервью журналу Forbes, 4 марта 2010 года.

## Оценки
Слово интеллигентский и Ушаков, и академический словарь определяют: «свойственный интеллигенту» с отрицательным оттенком: «о свойствах старой, буржуазной интеллигенции» с её «безволием, колебаниями, сомнениями». Слово интеллигентный и Ушаков, и академический словарь определяют: «присущий интеллигенту, интеллигенции» с положительным оттенком: «образованный, культурный». «Культурный», в свою очередь, здесь явно означает не только носителя «просвещённости, образованности, начитанности» (определение слова культура в академическом словаре), но и «обладающий определёнными навыками поведения в обществе, воспитанный» (одно из определений слова культурный в том же словаре). Антитезой к слову интеллигентный в современном языковом сознании будет не столько невежда, сколько невежа (а к слову интеллигент — не мещанин, а хам). Каждый из нас ощущает разницу, например, между «интеллигентная внешность», «интеллигентное поведение» и «интеллигентская внешность», «интеллигентское поведение». При втором прилагательном как бы присутствует подозрение, что на самом-то деле эта внешность и это поведение напускные, а при первом прилагательном — подлинные. Мне запомнился характерный случай. Лет десять назад критик Андрей Левкин напечатал в журнале «Родник» статью под заглавием, которое должно было быть вызывающим: «Почему я не интеллигент». В. П. Григорьев, лингвист, сказал по этому поводу: «А вот написать: „Почему я не интеллигентен“ у него не хватило смелости».

Известно уничижительное высказывание В. И. Ленина об «интеллигенции», помогающей буржуазии:

Интеллектуальные силы рабочих и крестьян растут и крепнут в борьбе за свержение буржуазии и её пособников, интеллигентиков, лакеев капитала, мнящих себя мозгом нации. На деле это не мозг, а говно. «Интеллектуальным силам», желающим нести науку народу (а не прислуживать капиталу), мы платим жалование выше среднего. Это факт. Мы их бережём. Это факт. Десятки тысяч офицеров у нас служат Красной Армии и побеждают вопреки сотням изменников. Это факт.

Академик Скрябин Константин Георгиевич отмечал, что Юрий Михайлович Лотман говорил, что главное качество интеллигентного человека — служение.